# Doctor Snuggles
El Doctor Snuggles és una sèrie de televisió de dibuixos animats creada pel guionista britànic Jeffrey O'Kelly el 1979, de producció britànico-neerlandesa. Està basada en els treballs de l'il·lustrador britànic Nick Price i tracta sobre les inèdites aventures del Doctor Snuggles. La història es desenvolupa en paisatges fantàstics en els quals el Doctor Snuggles fa tota mena d'invents. En les seves aventures, l'acompanyen sempre els seus amics, que solen ser animals antropomòrfics.

## Argument
El protagonista de la sèrie és el Doctor Snuggles, un inventor alegre i optimista que viu al camp, en una casa rural típicament anglesa. La casa la comparteix amb la propietària, la senyora Nettles, i el Doctor es passa la major part del temps inventant coses, per exemple un robot, una màquina de producció de diamants, una màquina per restituir els colors de l'arc iris, una màquina del temps, etc. Es desplaça sempre muntat sobre el seu paraigües, que li serveix alhora de pal pogo, i en una nau espacial en forma de barril de fusta anomenada Dreamy Boom Boom. En les seves aventures fantàstiques, el Doctor sol anar acompanyat dels seus amics antropomòrfics, acabant de trobar sempre una solució per a tot.
L'arxienemic del Doctor Snuggles és el màgic Professor Emerald.
En el perticular món del Doctor Snuggles, gairebé tots els animals i objectes tenen vida pròpia i parlen, per exemple el paller, el teixó Dennis, el ratolí Knabber, el riu poruc o el robot Mathilda Junkbottom. Tots ells tenen entrenyables caràcters i qualitats humanes.

## Personatges
Dr. Snuggles
És el protagonista de la sèrie. Es caracteritza per portar sempre un corbatí, un rellotge de butxaca i el seu paraigua/pal pogo amb el qual es desplaça fent salts. És sempre amable, optimista i servicial.
Dennis the Badger
Dennis (traducció literal en català: Dennis el toixó) és un toixó que parla i vesteix un pantaló de peto de color blau. És molt dotat per la mecànica i sovint es diverteix fent enrabiar al ratolí Knobby.
Knobby the Mouse
Knobby (traducció literal en català: Knobby el ratolí). És un ratolí que viu a la cuina del Dr. Snuggle i es torna boig pel formatge. Acostuma a fer enfuriasmar molt a la senyora Nettles i compromet a la resta de companys.
Miss Nettles
Miss Nettles (traducció literal en català: la senyora Nettles) és l'anciana propietària de la casa del Dr. Snuggles. Acostuma a menysprear els invents del Dr. Snuggles i sovint té la intenció de desnonar-lo.
Mathilda Junkbottom
Mathilda (nom original en anglès: Mathilda Junkbottom) és un robot inventat pel Dr. Snuggle al primer episodi de la sèrie per tal d'ajudar a la senyora Nettles. Està constituit bàsicament de llaunes i altres deixalles. És un dels pocs personatges de la sèrie que no parlen.
Granny Toots
Granny Toots (nom original en anglès: Granny Toots) és una vella dama i bona amiga del Dr. Snuggles. Adora els gats i ha fet construir un hospital per gats al costat de casa seva. El gat còsmic viu a casa seva.
Cosmic Cat
Cosmic Cat (traducció literal en català: gat còsmic), és un gat que ve de l'espai. Quan el Dr. Snuggles passa per moments difícils, es dirigeix a Cosmic Cat per demanar-li consell.
Winnie Vinegar Bottle
Winnie Vinegar Bottle (traducció literal en català: Winnie ampolla de vinagre) és una bruixa que viu en una ampolla de vinagre immensa. És una bona amiga del doctor, al qual de vegades ajuda amb els seus poders màgics.
Willie the Fox
Willi (traducció literal en català: Willie la guineu) és una guineu que camina sobre dues potes i va vestit amb corbata i un barret fort. Amb els seus companys, Willi intenta robar al Dr. Snuggles o fer-li males jugades.
Charlie Rat
Charlie Rat (traducció literal en català: Charlie la rata) és una petita rata que camina sobre dues potes, porta una jaqueta negra i té un nas molt llarg. És la companya fidel de Willi la guineu i obeeix sempre les seves ordres.
Professor Emerald
Professor Emerald (traducció literal en català: Professor Esmeralda) és un bruixot dolent que viu en un castell. Els seus poders màgics li permeten teletransportar-se, transformar-se en un voltor, o volar sobre una catifa. Intenta sempre fer fracassar els plans del Doctor Snuggles.

## Llistat d'episodis (títol original en anglès)
1. The Fabulous Mechanical Mathilda Junkbottom
2. The Astounding Treacle Tree
3. The Spectacular Rescue of Miss Nettles
4. The Unbelievable Wormmobile
5. The Sensational Balloon Race
6. The Magical Multicoloured Diamond
7. The Remarkable Fidgety River
8. The Fearful Miscast Spell of Winnie the Witch
9. The Extraordinary Odd Dilemma Of Dennis the Badger
10. The Wondrous Powers of the Magic Casket
11. The Turn of Events with the Unwelcome Invaders
12. The Great Disappearing Mystery
13. The Amazing Reflective Myth